# Platycercus icterotis
O periquito-de-orelha-amarela (Platycercus icterotis), também conhecido como rosela-do-leste, é uma espécie de papagaio endêmica do sudoeste da Austrália. A cabeça e as partes inferiores são vermelho-vivo, e o dorso é mosqueado de preto; uma mancha amarela na bochecha o distingue de outras espécies do gênero Platycercus. Os adultos da espécie apresentam dimorfismo sexual, com as fêmeas sendo mais opacas em geral; os juvenis não possuem as cores marcantes dos adultos e o padrão característico não é tão facilmente distinguível. Seu chamado de comunicação é um som suave de pink-pink, e grande parte de seu comportamento é relativamente discreto. Seu habitat é em florestas e matas de eucalipto, onde muitas vezes permanecem despercebidos até aparecerem para se alimentar de sementes em áreas abertas próximas.
Os indivíduos formam pares de acasalamento e geralmente permanecem em uma localidade, embora se aventurem para se juntar a pequenos grupos em fontes abundantes de alimento. O periquito-de-orelha-amarela é predominantemente herbívoro, com uma dieta composta principalmente de sementes de gramíneas e outras plantas, embora néctar e larvas de insetos sejam ocasionalmente consumidos.
Os danos atribuídos à espécie em culturas de frutas e grãos introduzidas levaram à sua classificação como praga, sendo permitido pelo estado que fossem mortos ou capturados. São mais plácidos e sociáveis que os periquitos de outras regiões australianas, das quais estão geograficamente isolados, e tornaram-se internacionalmente populares como pássaros de gaiola. Sua história na avicultura começou com duas litografias de 1830 de espécimes vivos na Inglaterra por Edward Lear. A reprodução bem-sucedida em cativeiro começou lá no início do século XX.
A população é classificada em duas subespécies, representando um grupo interiorano residente no distrito agrícola e outro mais próximo da costa em Kwongan, florestas altas e uma variedade de matas. A interseção abrupta das áreas de alcance desses grupos, delineada por uma região de menor precipitação entre Albany e Geraldton, é uma zona de hibridização entre as duas subespécies P. i. icterotis e P. i. xanthogenys. A classificação da relação da espécie com táxons irmãos de Platycercus é menos complexa, devido ao seu isolamento ecológico e geográfico, e eles estão aliados a um subgênero Platycercus (Violania).

## Taxonomia
A primeira descrição da espécie foi publicada por C. J. Temminck e Heinrich Kuhl em 1820 como Psittacus icterotis, utilizando uma coleção obtida em King George Sound (Albany, Austrália Ocidental). Kuhl foi inicialmente creditado como o único autor da descrição, mas isso foi posteriormente corrigido para incluir Temminck; o próprio Kuhl citou o trabalho anterior de Temminck no texto que descreve seus três espécimes. O epíteto icterotis, que significa "orelha amarela", deriva do grego antigo e presume-se que se refira à bochecha amarela. Eles foram separados do gênero Psittacus [en] em 1830 por Nicholas Vigors, para o gênero Platycercus, que ele havia estabelecido cinco anos antes; o epíteto específico que ele nomeou foi stanleyii.

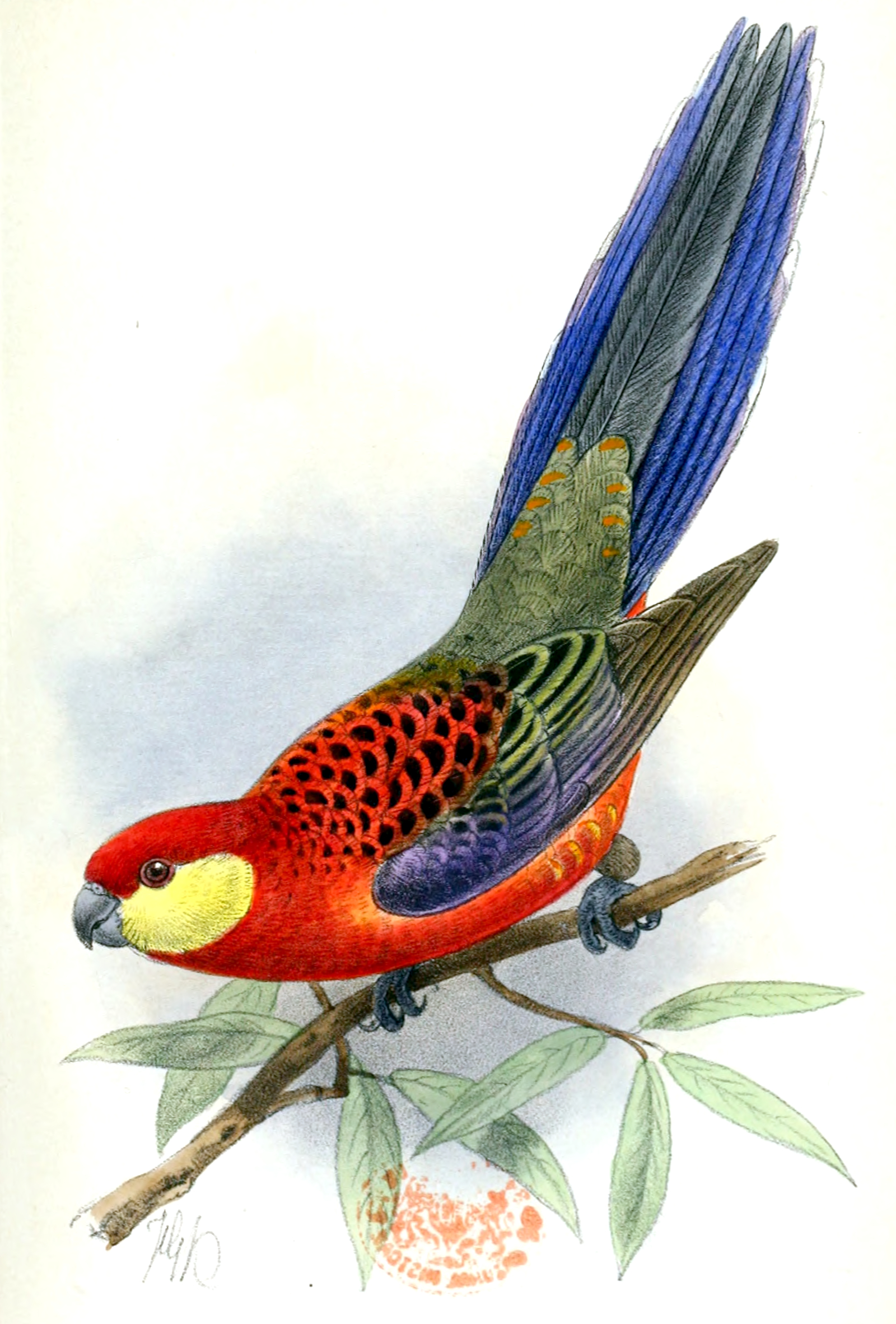
Ilustração de um "Platycercus xanthogenys" por Keulemans, 1891, do espécime-tipo da subespécie P. i. xanthogenys.

Duas subespécies são reconhecidas no diretório de fauna australiana, a subespécie nominal P. i. icterotis e uma descrição de espécimes do interior como subespécie P. i. xanthogenys. A subespécie do interior cita a descrição de 1891 de Tommaso Salvadori de uma nova espécie, P. xanthogenys, publicada nos Proceedings da Sociedade Zoológica, decorrente de seu trabalho em um catálogo de espécimes de psitacídeos no Museu Britânico; este último trabalho contém uma ilustração do holótipo por J. G. Keulemans.
Uma revisão em 1955 por Arthur Cain propôs que a localidade-tipo para P. i. xanthogenys fosse Wongan Hills, de forma arbitrária, mas aceita como lógica ao assumir que John Gilbert, coletor de campo de John Gould, poderia ter obtido um espécime lá e ele se assemelhava aos encontrados naquela localidade. Uma revisão por Herbert Condon, publicada no Checklist of the Birds of Australia (1975), apoia a classificação de duas subespécies:
- Platycercus (Violania) icterotis icterotis (Temminck & Kuhl, 1820)
  - sinônimos: Psittacus icterotis Temminck & Kuhl, 1820 [e Temminck 1821]; Platycercus stanleyii Vigors, 1830; Platycercus icterotis salvadori Mathews.
- Platycercus (Violania) icterotis xanthogenys Salvadori, 1891
  - sinônimos: Platycercus xanthogenys Salvadori, 1891; Platycercus icterotis whitlocki Mathews, 1912.

A revisão e catalogação no século XX começaram a examinar a classificação dos poucos espécimes conhecidos, muitas vezes fornecidos sem detalhes de localização, e, exceto por A. J. North, citaram o trabalho de Salvadori em 1891. Em uma revisão do material na coleção de Tring na Inglaterra, complementada por Bernard Woodward no Museu de Perth e a coleção do coletor de campo J. T. Tunney, o trinomial P. i. xanthogenys foi publicado por Ernst Hartert em 1905. O autor Gregory Mathews, um fervoroso defensor da classificação subespecífica, cita a espécie Platycercus xanthogenys de Salvadori, mas descartou o epíteto xanthogenys ao propor tentativamente três novos táxons. Mathews observa a separação de Salvadori do espécime-tipo de dois outros na coleção de Gould, então mantida no museu de Londres, e a cautela em apenas indicar a fonte da pele como "desconhecida, mas provavelmente Austrália". Mathews propôs três subespécies em 1912, cada uma com uma breve observação distintiva a ser expandida em um volume posterior de sua série "Birds of Australia".
Na entrada desse trabalho de 1917, Mathews aborda o tipo da subespécie nominal P. icterotis icterotis, que ele havia anteriormente atribuído à localização "baía Shark". Isso foi corrigido por Mathews para a localização "Albany, Sudoeste da Austrália". No prefácio do mesmo volume, Mathews atribui o material examinado do sudoeste da Austrália às coleções do botânico Robert Brown na expedição de Flinders. O autor também corrigiu sua referência a "Point Cloates", dada em sua determinação de 1912 da fonte desconhecida do tipo na descrição de Salvadori de 1891, Platycercus xanthogenys. Ele situou a localização além de York, Austrália Ocidental. Foi onde se sabia que John Gilbert coletava ao visitar a colônia ocidental na década de 1830.
Um novo táxon P. icterotis salvadori (papagaio de bochecha amarela) diferencia aqueles encontrados em Wilson Inlet como "tendo menos vermelho no manto", e outro, P. icterotis whitlocki (papagaio de bochecha amarela de Dundas), como menor, com menos azul na asa e penas vermelhas mais suaves na cabeça nos espécimes obtidos em Dundas. O epíteto whitlocki foi usado por autores na literatura ornitológica para homenagear a pesquisa de campo na Austrália Ocidental de Frederick Whitlock [en]. As notas de Whitlock e outros autores relatando da Austrália Ocidental, incluindo Tom Carter e A. W. Milligan, foram reunidas ou citadas por Mathews. Erros introduzidos no corpo de conhecimento escasso por ele mesmo e outros foram reconhecidos. A variação nas cores do dorso foi proposta para corresponder a diferentes habitats ou como uma característica da plumagem totalmente madura. Ele concluiu que havia pelo menos duas subespécies — aproximando-se das formas costeira e interiorana — que poderiam se revelar mais diversas se uma série completa de espécimes fosse examinada. A descrição da população como dois ou três táxons subespecíficos por Mathews é citada dentro da circunscrição da espécie, e P. icterotis whitlocki, junto com P. xanthogenys de Salvadori, são notados como sinônimos para a subespécie interiorana.
Os papagaios platycercinos passaram por vários arranjos sistemáticos para circunscrever os táxons irmãos controversos do norte e leste da Austrália, a maioria dos quais se sobrepõe em alcance (intergradação). Um estudo resultou na publicação de novos gêneros por Wells e Wellington em 1992. Nessa classificação, o nome do gênero Hesperapsittacus foi descrito, e esta espécie foi proposta como o tipo. Essa revisão foi revista alguns anos depois, por Richard Schodde (1997), para nomes subgenéricos; o nome Hesperapsittacus tornou-se disponível para o subgênero de Schodde, mas ele nomeou o gênero Violania em vez disso para a aliança do subgênero Platycercus (Violania) Wells & Wellington, 1992. Consequentemente, os dois gêneros de Wells e Wellington, Violania e Hesperapsittacus, tornaram-se sinônimos do nome subgenérico desta espécie. Esse arranjo alia a espécie ocidental ao complexo de espécies "Platycercus eximius-adscitus-venustus", que foram separados em espécies por Les Christidis e Boles em 2008. A validade das alianças no arranjo subgenérico, especialmente de Platycercus (Violania), foi testada em 2015, com uma abordagem multilocus para análise filogenética, e propôs uma hipótese que desafia as relações dentro do gênero.

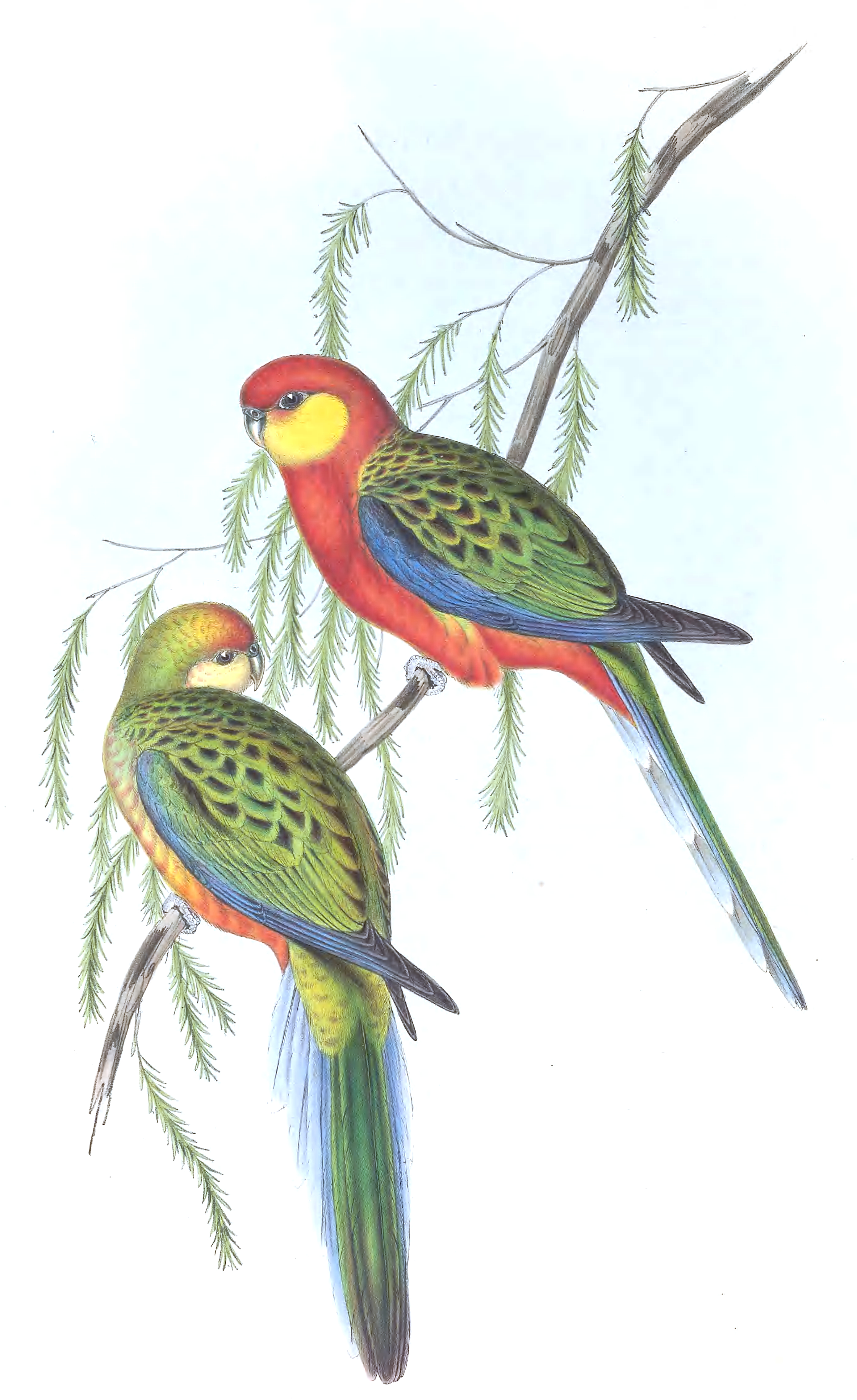
Ilustração de Platycercus icterotis de Henry Richter, renomeado como "Periquito do Conde de Derby" ("Earl of Derby Parrakeet" em inglês), 1848

Nomes comuns para a espécie incluem periquito-de orelha-amarela, periquito-ocidental no inglês ("western rosella"), rosela e roselle, vernáculos que parecem ter se originado de um nome antigo para uma espécie observada em Rose Hill, Nova Gales do Sul. Os nomes "periquito de Stanley" e "periquito-de-bochecha-amarela" são alternativas históricas e comerciais. O nome periquito-ocidental ("western rosella") foi formalmente atribuído pela Royal Australasian Ornithologists Union (RAOU) (agora BirdLife Australia) em 1923 para distinguir o nome rosella ou 'rose-hiller'. Estes foram retroativamente atribuídos como descritores geográficos do nome 'rosella', um nome informal que persistiu do período colonial até o século XX. Gould também registra 'rose-hill' como um nome informal ('colonial') para esta espécie e outras duas existentes na língua local. Um relatório de 1898 da Australian and New Zealand Association for the Advancement of Science listando vernáculos para aves australianas propôs "periquito-de-bochecha-amarela" para esta espécie.
Outro nome antigo foi "periquito-do-Conde-de-Derby", uma denominação aplicada por Gould em 1848 para conservar a homenagem dada a um nobre inglês Edward Smith-Stanley no epíteto usado por Vigors, stanleyii, que foi substituído pela regra de precedência com o epíteto anterior, icterotis, atribuído por Kuhl. A explicação de Gould para seu neologismo ao nomear o 'periquito' foi inserida com o pedido de desculpas "como obrigado pela justiça ao primeiro descritor … sinto que terei a concordância de todos os ornitólogos". A legenda das litografias de 1830 em "Illustrations of the Family of Psittacidae, or Parrots" de Lear também dá "periquito de Stanley" para seu patrono, então conhecido como Lord Stanley, aplicando o nome "Platycercus stanleyii" publicado por Vigors no mesmo ano.
Outros termos são usados para identificar dois espécimes ilustrados em Birds of Australia de Mathews (v.6, 1917), distinguidos pelos descritores 'manto vermelho' e 'bochecha amarela'. A ave foi comercializada por traficantes na Inglaterra como uma 'variedade pequena' do periquito comumente mantido, P. eximius, e manteve a denominação do Conde. Nomes populares na avicultura incluem periquito de Stanley para a espécie, e periquito-ocidental para a forma nominal, e 'costas vermelhas ocidental' ou 'Salvadori' para a subespécie interiorana, P. icterosis xanthogenys, quando reconhecida como distinta; esta última é notada e nomeada pelas penas vermelho-escuras nas costas. "Western Rosella" foi designado como o nome oficial da espécie pelo Comitê Ornitológico Internacional (IOU).
Os nomes pré-existentes, derivados da língua nyungar [en], foram registrados como variantes regionais e literais, representando mudanças dialetais e muitas vezes ortografia inconsistente pelo transcritor. Estes foram compilados pela primeira vez pelo diarista colonial George Moore, complementando o trabalho de outros com o seu próprio, e publicados pela primeira vez em 1842. Os nomes de Moore e outros autores foram revisados e publicados no livro Birds of Western Australia de Serventy e Whittell (1948, & eds.), aqueles registrados em "Perth", Good-un-goodt-un, Guddanang-uddan e Guldanguldan, e em "rio Avon", Moy-a-duk e Moyadong, a segunda localização referindo-se ao distrito no rio Avon. Uma lista recomendada de ortografia e pronúncia (Abbott, 2009) da nomenclatura aviária nyungar, com ampla consulta cultural, propôs que moyadong [moy’a’dawng] e kootonkooton [koot’awn’koot’awn] sejam adotados para complementar a nomenclatura sistemática.

## Descrição
A menor espécie de seu gênero, o periquito-ocidental adulto pesa 60 a 70 g e tem 25 a 30 cm de comprimento. Possui asas largas com uma envergadura de 35 a 41 cm e uma cauda longa que, em média, mede 13 cm, equivalente a metade do comprimento total. É a única espécie do gênero que exibe diferenças marcadas na coloração entre os sexos — o vermelho da plumagem é mais escarlate no macho P. icterotis. As fêmeas têm uma coloração menos marcante, com a plumagem vermelha mais suave salpicada de verde e uma mancha amarela na bochecha menor e mais opaca.
O macho adulto tem a cabeça e o pescoço predominantemente vermelhos, com uma mancha amarela na bochecha — amarelo brilhante na subespécie nominal e creme pálido na subespécie xanthogenys. As penas vermelhas são orladas de preto quando novas. O dorso tem penas pretas indistintas mosqueadas com vermelho, verde e variações de bege, sendo escalopadas com essas cores nas bordas das penas. Quando dobrada, a asa é verde, tornando-se preta com margens verdes no ombro, com uma mancha azul-escura estreita no ombro e coberturas primárias escuras com bordas azuis. O azul das penas de voo e coberturas na parte inferior da asa é aparente ao alçar voo. As coberturas superiores da cauda e a garupa são verdes, tendendo a oliva, possivelmente com uma margem vermelha. As retrizes centrais da cauda são azuis e verdes, as penas externas da cauda são de um azul semelhante com ponta branca. As penas da parte inferior da cauda são azuis com franjas brancas. As partes inferiores são vermelhas com flancos verdes. O bico é azul-acinzentado claro com uma cera cinza-escura. As pernas e pés são cinza-ardósia, e a íris é marrom-escura.
Na fêmea adulta, a maior parte da plumagem vermelha da cabeça, pescoço e partes inferiores é substituída por verde, exceto por uma faixa vermelha sólida na testa. A mancha amarela na bochecha é menor, e não há penas vermelhas no dorso e escapulares. A fêmea tem uma ampla faixa branca ou creme na parte inferior da asa. As aves jovens assemelham-se à fêmea adulta, embora com ainda mais plumagem verde, vermelho apenas na coroa, e sem a mancha amarela na bochecha. O bico e a cera são rosa-claros, mudando para a coloração adulta aos seis meses de idade.
A população apresenta uma variação clinal de cor de leste a oeste, e graus variáveis de hibridização são relatados a leste da cordilheira Darling e na região sul e cordilheira Stirling. Essa intergradação entre formas é registrada em locais como Albany. O sudoeste da Austrália também é habitado por papagaios semelhantes, embora maiores — o periquito-de-barrete-vermelho (Purpureicephalus spurius), facilmente distinguido por sua garupa amarela, e os periquitos-de-colar-amarelo (Barnardius zonarius), que apresentam uma bochecha azul e cabeça preta em contraste com o verde, vermelho e amarelo desta espécie.

### Vocalizações

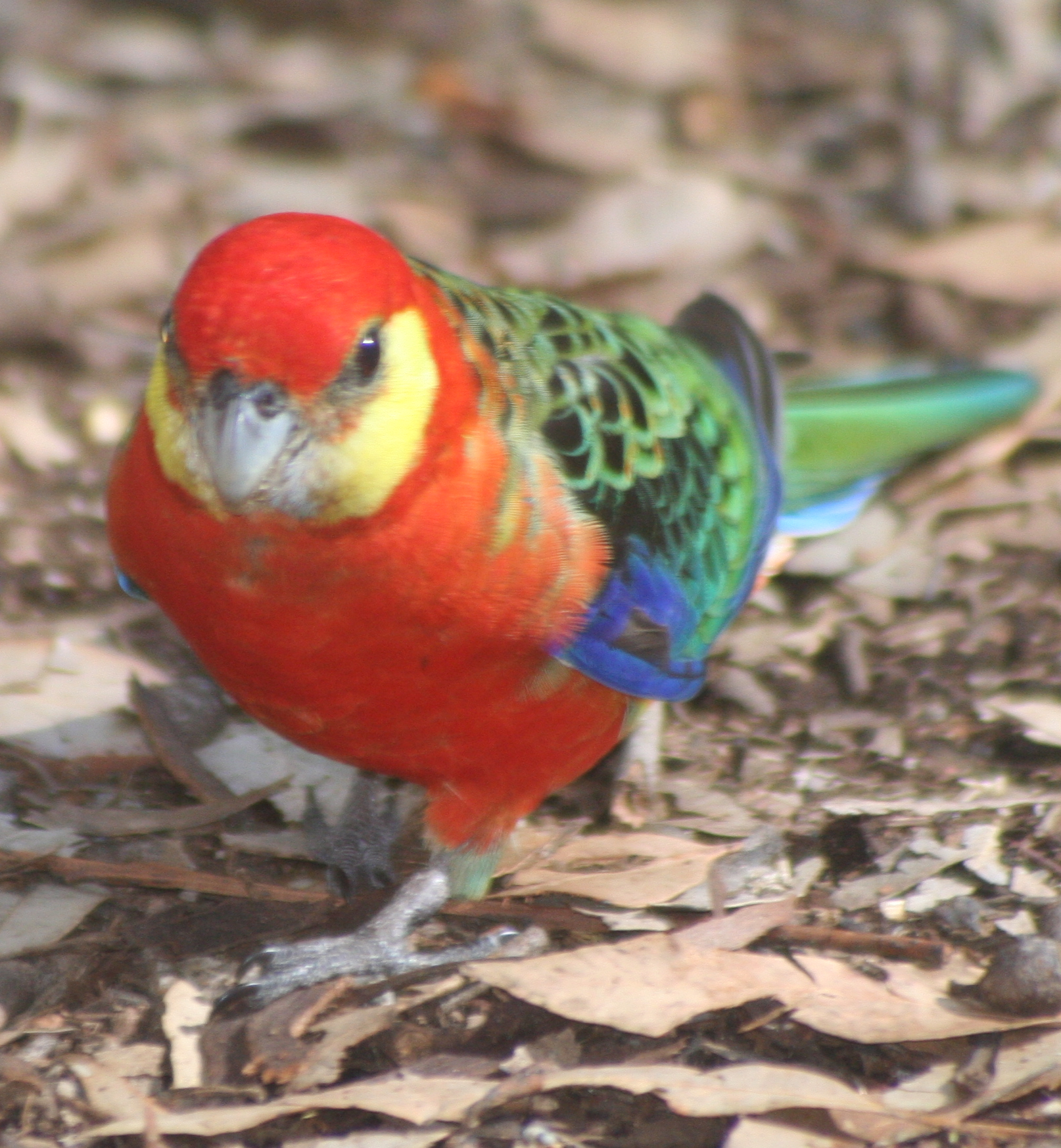
Macho adulto caminhando entre folhas secas no solo.

A vocalização regular é uma série rápida de notas melodiosas emitidas em um volume baixo. A vocalização de espécies irmãs de outras regiões é notavelmente mais alta e frequentemente ouvida em trocas ruidosas com outros indivíduos ou espécies. As transliterações dos sons suaves e musicais incluem ching-ching-ching (Morcombe, et al), chink-chink (Serventy, Simpson) e pink-pink (Johnstone, et al), embora eles frequentemente permaneçam silenciosos e não sejam ouvidos. Gould relatou o assobio das notas como um som fraco e agudo, e a rica variação na série pode ser considerada "quase assumindo o caráter de uma canção". Outras fontes identificam duas vocalizações, um quink, quink, quink, quink ressonante e de alta frequência e o chamado mais suave de whip-a-whee.
O chamado de contato é semelhante ao do periquito-multicolor (Psephotellus varius [en]), embora mais alto.

## Distribuição e habitat
O periquito-de-orelha-amarela é endêmico do sudoeste da Austrália, isolado de espécies irmãs do norte e leste do país. Moderadamente comum, é geralmente sedentário, frequentando florestas e diversos tipos de áreas arborizadas ou kwongan [en]. Também ocorre em terras agrícolas ou em outras oportunidades de alimentação, sendo mais frequentemente observado em locais desmatados. Sua presença em cativeiro na Austrália e em vários outros continentes começou antes de 1830 na Inglaterra.

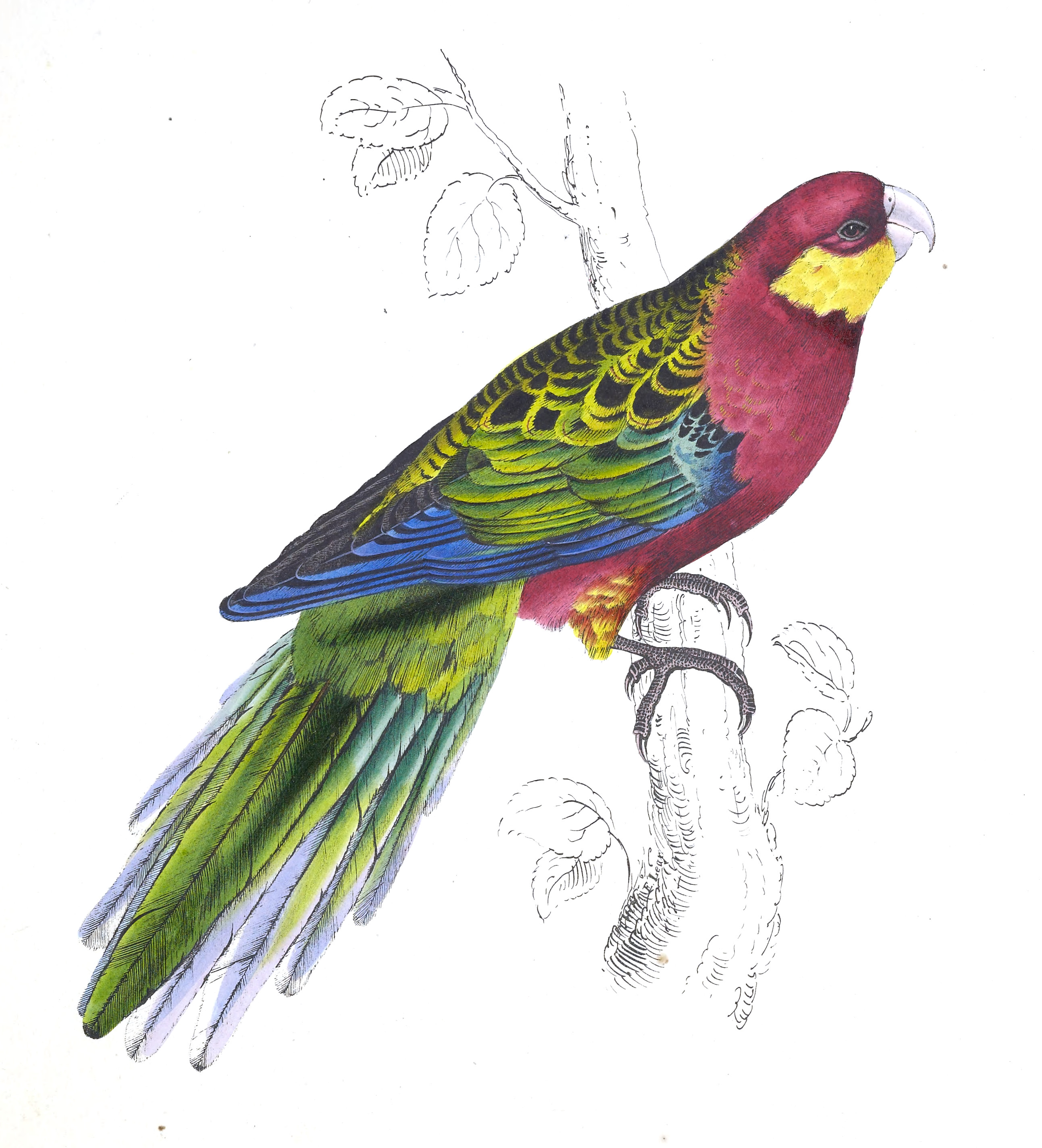
Placa 23 do livro "Illustrations of the Family of Psittacidae, or Parrots", primeira representação da espécie por Edward Lear, de novembro a dezembro de 1830, intitulada "Platycercus Stanleyii/Periquito de Stanley", nomeado em homenagem ao patrono Lord Stanley.

As duas subespécies são geograficamente adjacentes — P. i. xanthogenys na região do Cinturão de trigo, no interior ao norte e leste da área de distribuição, e P. i. icterotis ocorrendo em áreas costeiras no sul e oeste. O limite interior da área de distribuição da espécie se estende desde a região entre a parte inferior do rio Swan e o rio Arrowsmith na costa oeste. A partir daí, segue para o leste e sul antes de Southern Cross, Fraser Range, Esperance, cordilheira Stirling e Kojonup. A linha de demarcação entre as subespécies interiorana e costeira começa a leste de King George Sound e segue para o noroeste através de Mount Barker e a região de Kojonup em direção ao rio Bannister.
A espécie é menos comum na planície costeira de Swan do que nas áreas do sul do Cinturão de trigo, onde é mais frequentemente observada em torno de Narrogin e Katanning em remanescentes de florestas de wandoo, ocorrendo em toda a área de conservação do Parque Nacional Dryandra Woodland. Autores expressaram dúvidas sobre o status das subespécies, e observações compiladas não mostram separação geográfica.
Os registros históricos da espécie indicam que ela é relativamente incomum, embora tenha sido notada com mais frequência nas regiões do sul. A extensão mais ao norte da distribuição está próxima a Moora, com registros se estendendo para o leste em torno de Norseman. A população da espécie diminuiu significativamente desde a colonização, especialmente a subespécie interiorana P. i. xanthogenys após a década de 1970. Ela tornou-se localmente extinta em condados onde havia sido anteriormente registrada, incluindo Coorow, Dandaragan, Moora, Dalwallinu, Merredin, Quairading, Serpentine-Jarrahdale e Murray. Declínios populacionais também foram registrados nos condados de Swan, Kalamunda, Northam, York, Armadale-Kelmscott, Capel e Dumbleyung. Esse desaparecimento nas partes norte e leste do Cinturão de trigo é resultado da remoção de habitat, e nenhum condado mostra um aumento nos registros. A adaptação a culturas agrícolas introduzidas foi relativamente limitada em comparação com a variedade de sementes colhidas por periquitos-de-colar-amarelo e outras espécies. Isso provavelmente restringiu seu sucesso na migração ou repovoamento de paisagens muito alteradas. O movimento sugerido após a reprodução em direção à costa durante o verão austral, a partir de áreas no norte da distribuição, carece de evidências de movimentos sazonais em grande escala nos dados de ocorrência.
A distribuição de P. i. icterotis é restrita a regiões úmidas e subúmidas, uma área ao sul de Dandaragan e nas partes inferiores do rio Moore, e a oeste de Wannamal, Muchea, Mundaring, Jarrahdale, Marrinup, Collie, Boyup Brook, rio Hay (superior), e das cordilheiras de Porongurup [en] e Green. Registros de P. i. xanthogenys são do interior sul da Austrália Ocidental, em zonas climáticas semiáridas, que anteriormente incluíam Wongan Hills e ocorrências em Kununoppin, Moorine Rock, Parker Range, Yardina Rock e Ten Mile Rocks. A distribuição se estende a oeste em Toodyay, rio Dale, monte Saddleback e Kojonup e ao norte da Cordilheira Stirling, rio Fitzgerald (inferior), Ravensthorpe, Parque Nacional Frank Hann e lago Red. A ocorrência mais ao norte é considerada casual, nos locais: monte Jackson, Karalee e Gnarlbine Rock.
Uma mudança significativa na abundância foi notada em Grass Patch, onde era comum em meados do século XX e reapareceu após uma ausência de quinze anos nas décadas posteriores. As localizações errôneas relatadas por Mathews, Point Cloates e baía Shark, foram posteriormente admitidas como incorretas pelo autor; ele também identifica o erro óbvio no protólogo de Gould (1837) ao estender a distribuição de King George Sound para "… Nova Gales do Sul, etc.". A espécie foi posteriormente relatada por Gould (1848) como conhecida apenas na Colônia do Rio Swan, uma localização onde agora é incomum.
Eles preferem habitats florestais com carvalhos (Allocasuarina), eucaliptos (Eucalyptus salmonophloia e E. wandoo, entre outros), mas às vezes prosperaram em áreas desmatadas para culturas de grãos introduzidas no Cinturão de trigo da região. Também aparecem em outras áreas desmatadas adjacentes a matas, como margens de estradas, campos de golfe e reservas, para colher gramíneas ou ervas daninhas. As subespécies ocorrem em diferentes tipos de vegetação, vivendo em comunidades [en] associadas às suas plantas de copa arborizada. A subespécie costeira P. i. icterotis é vista entre os eucaliptos e melaleucas da área de alta pluviosidade de Jurien a Green Range, a leste de Manypeaks, nomeadamente marri (Corymbia calophylla), karri (E, diversicolor), moitch (E. rudis) e melaleuca (Melaleuca).
Sabe-se que se alimentam do fruto de Bossiaea linophylla e Leucopogon obovatus, das flores de marri e da parte carnosa da semente de Macrozamia riedlei. A subespécie se alimenta tanto no solo quanto nas árvores. O matagal arborizado da região interior de menor pluviosidade habitado por P. i. xanthogenys é generalizado como eucalipto e carvalho, as árvores moitch, wandoo (E. wandoo), wurak e em áreas de mallee alto ou o habitat na rocha, ou carvalho suspirante (Allocasuarina huegeliana). Esta subespécie se alimenta de wandoo em semente, Acacia huegeliana, Glischrocaryon flavescens e Olearia revoluta e em flores de E. eremophila e Melaleuca acuminata.

## Comportamento
Platycercus icterotis geralmente socializa em pares, mas se reúne em grupos de cerca de vinte indivíduos para forragear quando a estação ou a oportunidade permite; números em um bando são ocasionalmente registrados até vinte e seis. As aves são discretas em seus comportamentos — mais do que outros periquitos — e permanecem despercebidas ao se alimentar no solo sob o sub-bosque de uma floresta ou se abrigando durante o dia na folhagem densa das árvores. A tendência usual dos indivíduos é permanecer sedentária, embora as aves possam se aventurar para fontes abundantes de sementes. Indivíduos se alimentando em áreas abertas geralmente não se incomodam com a presença humana e podem ser abordados bem de perto. Eles se movem com facilidade enquanto caminham e em seu voo ondulante, quando a asa é puxada para o lado. Seu voo é mais 'flutuante' do que os esforços carregados das outras espécies maiores do gênero.

### Reprodução
Os hábitos reprodutivos da espécie ainda não foram bem estudados; as fêmeas entram em cavidades de nidificação a partir de julho, com os machos fazendo o mesmo a partir de meados de agosto. Os ovos são colocados de finais de agosto a finais de setembro e eclodem de finais de setembro a finais de outubro. As aves jovens deixam o ninho de finais de outubro a meados de novembro. O grupo em um estudo em Wickepin e Dudinin (Condado de Kulin) foi observado iniciando a ocupação de locais de ninho em julho, com a rotina da fêmea sendo alimentada pelo macho sendo estabelecida na semana antes da postura da ninhada.
O periquito-de-orelha-amarela nidifica em cavidades e buracos em forma de bico em árvores vivas e mortas, geralmente eucaliptos e mais comumente karri e wandoo. As árvores são geralmente grandes e velhas, com um estudo estabelecendo uma idade média de 290 anos para a árvore hospedeira. Eucaliptos são uma espécie de árvore preferida para a postura de ovos, o dominante E. marginata da floresta de jarrah, ou na árvore de floresta alta karri, mas eles favorecem especialmente o wandoo. Buracos em tocos de árvores e postes de cerca também são usados. Outras árvores selecionadas incluem eucaliptos como marri, wurak, yandee E. loxophleba (goma de york) e moitch (goma inundada).
As cavidades geralmente têm cerca de um metro de profundidade, e aquelas que possuem poeira criada por insetos perfuradores no fundo são preferidas. A ninhada é colocada diretamente sobre a poeira de madeira ou detritos na cavidade selecionada; o local não é adornado de outra forma. A descrição dimensional do local de ninho, relacionada à altura, profundidade e tamanho da entrada usada pela espécie, foi incluída em um estudo de animais que ocupam cavidades de árvores na floresta de jarrah, e destinada a ajudar a determinar a quantidade de habitat adequado removido e restante após o corte de árvores. O local de ninho é tipicamente uma entrada em forma de bico, entre 45 a 105 mm de largura, em uma cavidade entre 0.35 e 1.5 m de profundidade que leva a um ramo verde.
Geralmente, uma ninhada é criada por temporada de reprodução, embora frequentemente duas em cativeiro. O tamanho da ninhada varia entre dois e sete (raramente nove) ovos, com a média sendo cerca de seis. A casca tem um leve brilho, e a forma é elíptica. O tamanho médio dos ovos é 22 x 26 mm. Medidas de uma amostra de 29 ovos deram uma faixa de tamanho de 23.5-27.7 x 19.9-22.5 mm. Apenas a fêmea incuba os ovos, saindo do ninho pela manhã e à tarde para comer alimentos encontrados pelo macho. O macho permanece próximo ao local, alimentando-se ao nível do solo e movendo-se para um galho superior para chamar quando está atendendo à fêmea em incubação.
Os filhotes emergem do ovo após um período de incubação de 23 a 25 dias e deixam o ninho aproximadamente cinco semanas depois. Os filhotes têm bicos amarelados e exibem penugem na parte traseira que é cinza pálida, após emergirem do ovo. A taxa de sucesso do número de ovos que sobrevivem para se tornarem indivíduos independentes, embora assumida como sazonalmente variável, foi medida em uma pesquisa como 72%.

### Alimentação
A dieta consiste principalmente de sementes, frequentemente de ervas daninhas e culturas introduzidas, embora tipicamente de eucaliptos, carvalhos e outras plantas nativas do ambiente arborizado. Isso é complementado com néctar e insetos, especialmente durante a reprodução e alimentação dos filhotes. A colheita de espécies introduzidas inclui Arctotheca calendula, Carduus spp., Hypochaeris spp. e o trevo subterrâneo (Trifolium subterraneum). Néctar, insetos e suas larvas, e frutas também são consumidos, especialmente durante a temporada de reprodução.

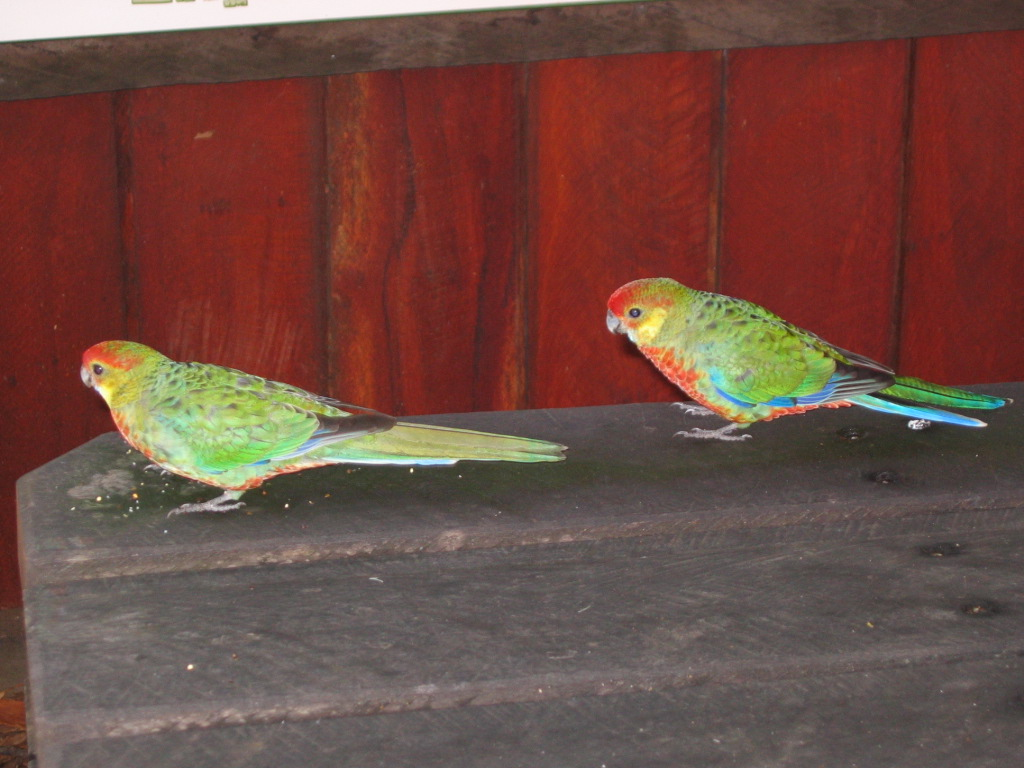
Aves imaturas em uma área de piquenique na floresta de karri.

Eles exibem pouco cuidado em áreas rurais, coletando sementes em pastagens após as colheitas ou dentro de construções e cercados de animais. O hábito de visitar terras agrícolas coloniais para sementes e frutas macias, e a falta de preocupação com a presença humana, foi relatado pela primeira vez por Gould nos anos imediatamente seguintes à colonização da região pelos ingleses. Tom Carter posteriormente estendeu essa familiaridade da espécie à sua entrada casual em construções em busca de alimento. Um estudo de 1984 de três papagaios do sudoeste, todos observados se alimentando principalmente de sementes e frutas de espécies introduzidas, notou que o impacto nas culturas de frutas macias foi menor do que o do periquito-de-cabeça-vermelha e do periquito de Port Lincoln B. zonarius. O dano às culturas é considerado mínimo, parecendo comer frutas em pomares já danificados por esses papagaios e principalmente coletando sementes quando se alimentam perto de culturas de flores de Protea.

## Estado de conservação
Pelo impacto percebido na agricultura, a espécie foi declarada praga pelo estado da Austrália Ocidental em 1921. P. icterotis permaneceu como uma praga agrícola declarada até 1998, quando foi, em vez disso, declarado uma 'espécie nativa protegida' e sua destruição foi proibida. A resposta governamental do estado foi alertar sobre processos e emitir conselhos gerais e licenciamento para o uso de armas de fogo não letais e redes sobre árvores para dissuasão; licenças para o extermínio da espécie estavam disponíveis mediante solicitação em 2009. O estado de conservação da espécie é de fauna protegida, e a subespécie interiorana é considerada "provável de se tornar extinta".
Na avaliação da subespécie interiorana P. i. xanthogenys para o Plano de Ação para Aves Australianas de 2000 do governo federal, foi atribuído o status de 'quase ameaçada'. A avaliação de 2013 pela União Internacional para a Conservação da Natureza (IUCN) em sua Lista Vermelha atribui um status de espécie pouco preocupante. Ela observa que a espécie tornou-se menos comum e localmente extinta, e a tendência populacional está em declínio devido à remoção de habitat. Como a maioria das espécies de papagaios, o periquito-de-orelha-amarela é protegido pela CITES. Está listado no Apêndice II de espécies vulneráveis, o que torna ilegal a importação, exportação e comércio de animais capturados na natureza listados.
P. icterotis foi usado em um estudo comparativo de tolerância em algumas aves australianas ao fluoreto de sódio, uma substância altamente tóxica que ocorre em plantas do sudoeste e comercialmente conhecida como "1080", para avaliar sua sensibilidade contra a exposição e mobilidade de outras espécies. Esta espécie e o periquito-de-cabeça-vermelha — ambos endêmicos — expressam uma alta tolerância ao sal potencialmente letal.

## Cativeiro

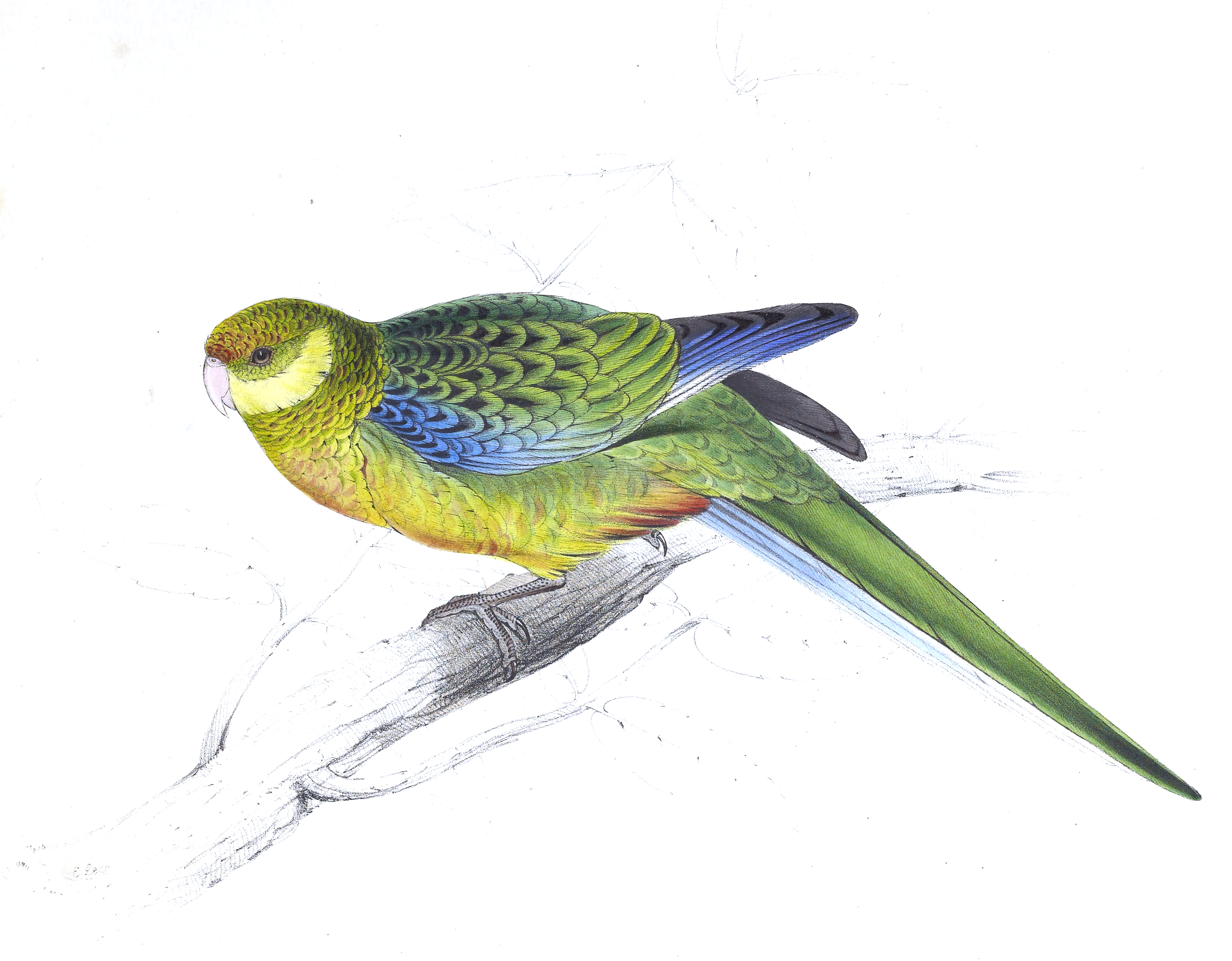
Placa 24 das ilustrações de Lear (1830), retratando um espécime em cativeiro na Inglaterra.

Os periquitos-de-orelha-amarela são aves populares em viveiros e jardins zoológicos, exibindo características favoráveis de espécies relacionadas sem a reputação de agressividade e vocalização ruidosa. Seu status na avicultura australiana é classificado como seguro.
A espécie é capaz de se reproduzir no primeiro ano, e as fêmeas podem colocar até duas ninhadas. Junto com a reputação de serem plácidos por natureza, o sucesso de sua reprodução aumentou a população em cativeiro. Um indivíduo macho, com doze anos ou mais, foi relatado por um entusiasta como tendo gerado vinte e sete descendentes ao longo de quatro temporadas. O interesse popular na forma em cativeiro, "periquito-ocidental de costas vermelhas", que adota ou assume a descrição subespecífica, P. i. xanthogenys (Salvadori), foi apoiado por pesquisas publicadas na Austrália Ocidental. Philpott buscou identificar e discriminar a plumagem entre a forma de costas vermelhas (interiorana) e a forma nominal, nominalmente a subespécie das regiões costeiras P. i. icterotis. Várias características foram identificadas, e posteriormente tabuladas e resumidas por trabalhadores em avicultura. Além do verde e amarelo mais suaves da forma interiorana, o queixo é branco — em vez de amarelo — estendendo-se para clarear a mancha na bochecha. Os mesmos indivíduos de costas vermelhas foram observados com uma segunda faixa na parte inferior da asa de filhotes, menos distinta e mais próxima da base das penas secundárias. Isso desaparece da vista após dois meses e completamente nos machos da forma.
A sexagem de indivíduos pela comparação da coloração não apresenta as dificuldades encontradas em outros periquitos em cativeiro, sendo sexualmente dimórficos, são facilmente atribuídos. Incomumente, coçar a cabeça é feito arqueando o pé por trás e sobre a asa. Como nos periquitos-pálidos (P. adscitus [en]), a faixa na parte inferior da asa característica de juvenis no gênero é mantida até a maturidade pelas fêmeas. Caixas de nidificação em viveiros são destruídas se não forem reforçadas, a mastigação em toras é preferida e estas fornecem cavidades para a postura de uma ninhada de ovos. A temporada de reprodução ocorre de setembro a janeiro, a ninhada de quatro a cinco ovos é incubada em cerca de vinte dias. A emancipação ocorre cerca de vinte e cinco dias após a eclosão, as penas adultas completas aparecem por volta de quatorze meses.
P. icterotis foi mantido com sucesso em viveiros e menageries do século XIX na Austrália e no exterior. A partir do início do século XX, surgem confirmações de que também foram criados e reproduzidos em cativeiro. Os espécimes pintados por Lear, dois cativos vivos na Inglaterra, foram publicados em "Illustrations of the Family of Psittacidae" entre 1830 e 1832. O primeiro registro de reprodução na Inglaterra foi por dois avicultores em julho de 1908, com outro relatando sucesso no final daquele ano. Um criador de aves em Kendal produziu jovens de 1910 a 1915. A espécie tornou-se incomum na avicultura inglesa durante a década de 1950, e aqueles disponíveis eram considerados espécimes pobres. Uma tentativa foi feita para criar um par capturado na natureza importado sob licença. Híbridos entre esta espécie e o periquito-pálido, e menos bem-sucedidos com o periquito Red Rumped, também foram produzidos lá.
Em uma amostragem de aves em cativeiro na Polônia para detecção da bactéria Chlamydophila psittaci, implicada na doença infecciosa psitacose, o teste de um único espécime de P. icterotis no conjunto de dados de base de aves aparentemente não infectadas revelou-se positivo.